# The Triumph of Steel
 (mai 2017).
Si vous disposez d'ouvrages ou d'articles de référence ou si vous connaissez des sites web de qualité traitant du thème abordé ici, merci de compléter l'article en donnant les références utiles à sa vérifiabilité et en les liant à la section « Notes et références ».
Albums de Manowar
Kings of Metal
(1988) Louder Than Hell
(1996)
The Triumph Of Steel est le 7e album studio du groupe musical de heavy metal Manowar sorti en 1992.

## Chansons
1. Achilles, Agony and Ecstasy in Eight Parts – 28:38
  - Prelude
  - I. Hector Storms the Wall
  - II. The Death of Patroclus
  - III. Funeral March
  - IV. Armor of the Gods
  - V. Hector's Final Hour
  - VI. Death Hector's Reward
  - VII. The Desecration of Hector's Body
    - Part 1
    - Part 2

  - VIII. The Glory of Achilles

1. Metal Warriors – 3:54
2. Ride the Dragon – 4:33
3. Spirit Horse of the Cherokee – 6:02
4. Burning – 5:10
5. The Power of Thy Sword – 7:51
6. The Demon's Whip – 7:50
7. Master of the Wind – 5:26

## Crédits
- 1,2,4 & 6 : Joey DeMaio
- 3,5,7 & 8 : Joey DeMaio & David Shankle

## Formation
- Eric Adams - Chant
- David Shankle - Guitare
- Joey DeMaio - Basse
- Rhino (musicien) - Batterie